# Piper longivaginans
Piper longivaginans är en pepparväxtart som beskrevs av C. Dc.. Piper longivaginans ingår i släktet Piper och familjen pepparväxter. Inga underarter finns listade i Catalogue of Life.